# Alopecosa gomerae
Alopecosa gomerae là một loài nhện trong họ Lycosidae.
Loài này thuộc chi Alopecosa. Alopecosa gomerae được Embrik Strand miêu tả năm 1911.